# Купюра (канал)
Купюра (нидерл. Coupure) — судоходный канал в Генте, Бельгия (целиком расположен в пределах территории города). Несмотря на небольшую протяжённость (1,6 км), канал играл важную транспортную роль, поскольку он соединял канал Гент — Брюгге с рекой Лейе (Лис) и другими внутренними водными путями Фландрии (прежде всего — Шельдой). Купюра утратила транспортную функцию после открытия окружного канала (нидерл. Ringvaart) в 1969 году.
Также, Купюра — название прилегающего района Гента. С 1981 года канал Купюра и её набережные Coupure Links (Купюра-левая) и Coupure Rechts (Купюра-правая) взята под охрану как памятник градостроительства (нидерл. Beschermd stads- en dorpsgezicht, «охраняемый городской и деревенский ландшафт»).

## История
Строительство канала началось 7 января 1751 года с разрешения Марии Терезии, австрийской императрицы. В XVIII веке земли Южных Нидерландов принадлежали австрийским Габсбургам (см. Австрийские Нидерланды). Мария Терезия проводила активную политику развития экономики Австрийских Нидерландов, частью которой было улучшение транспортной системы — шоссейных дорог, каналов и портов на побережье Северного моря. Купюра должна была соединить канал Гент — Брюгге, прорытый еще в начале XVII века, со внутренними водными путями Австрийских Нидерландов. Одновременно в Брюгге проводились работы по соединению каналов Гент — Брюгге и Брюгге — Остенде. Благодаря всему этому комплексу работ Гент фактически стал морским портом.
Фактическое открытие канала состоялось 27 декабря 1753 года, когда по нему в Гент вошло морское торговое судно La Concordia из Нанта с грузом вина и каштанов. В 1778 году на берегу Купюры (в районе нынешних улиц Albrecht Baertsoenkaai Hospitaalstraat) был построен Императорский таможенный склад (не сохранился). К тому времени Гент фактически стал морским портом и важным транспортном узлом. В Императорском таможенном складе обрабатывались такие грузы, как чай, сахарный тростник, пробка, олово, медь, табак и другие.
В 1775 году рядом с каналом был построен «Провинциальный коррекционный дом» (Provinciaal Correctiehuis, также известный, как Rasphuis) — работный дом, где принудительно содержались и приучались к труду бродяги, нищие и прочие «асоциальные элементы» (не сохранился). Провинциальный коррекционный дом считался одним из самых современных учреждений такого рода. Он был построен в форме паноптикума.
Тем не менее в целом Купюра имела характер спокойного района, населённого в основном богатой буржуазией. Берега канала играли роль городского променада. В 1835 году рядом с берегом Купюры было построено казино, которое стало не только центром «светской жизни» города, но и фактической «штаб-квартирой» Гентского ботанического общества (см. Гентские флоралии). Казино было снесено в 1945 году.